# Holden (Massachusetts)
Holden – miasto w Stanach Zjednoczonych, w stanie Massachusetts, w hrabstwie Worcester.